# Ozero Zhaksa-Alakol'
Ozero Zhaksa-Alakol' (ryska: Ozero Zhaksa-Alakol’) är en saltsjö i Kazakstan.   Den ligger i oblystet Qostanaj, i den nordvästra delen av landet, 700 km väster om huvudstaden Astana. Arean är 23,6 kvadratkilometer.